# Trybliophorus paraensis
Trybliophorus paraensis är en insektsart som beskrevs av Alves Dos Santos och Assis-pujol 2004. Trybliophorus paraensis ingår i släktet Trybliophorus och familjen Romaleidae. Inga underarter finns listade i Catalogue of Life.